# Nemesia bristowei
Nemesia bristowei là một loài nhện trong họ Nemesiidae.
Nemesia bristowei được miêu tả năm 2005 bởi Decae.